# Tiradores senegaleses

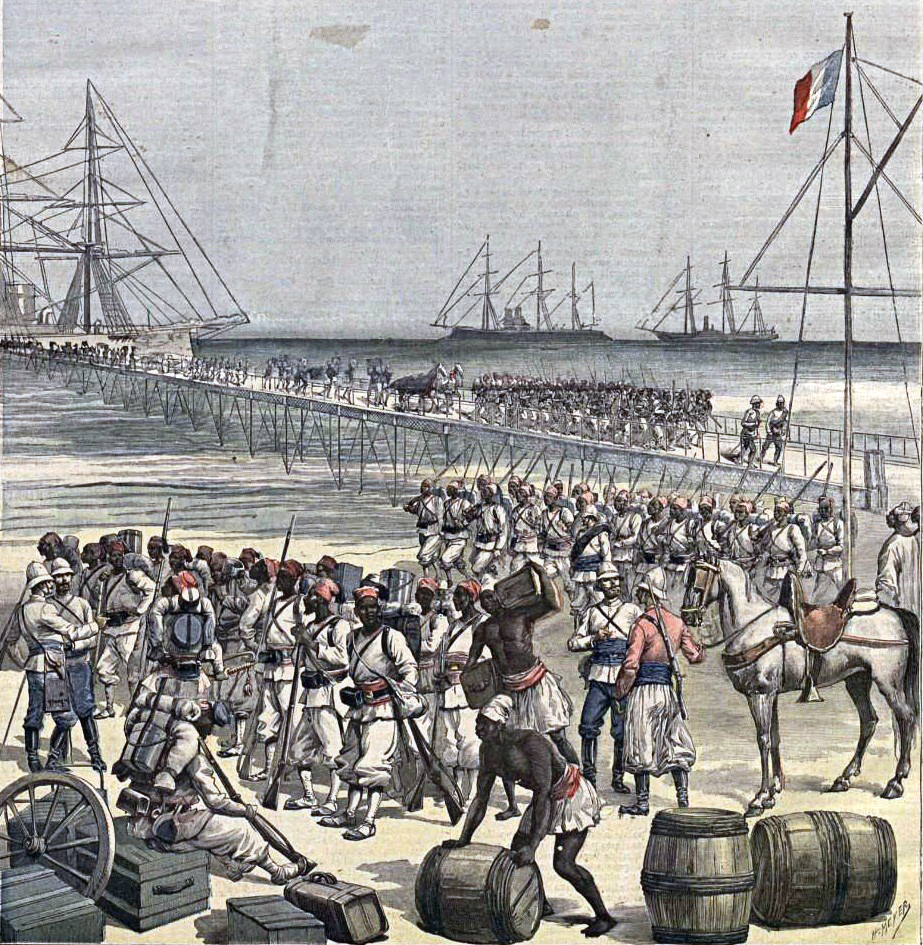
Desembarco en Cotonú, actual Benín, de las tropas del ejército francés, con tirailleurs senegaleses en primer término. Le Petit Journal, París, 21 de mayo de 1892

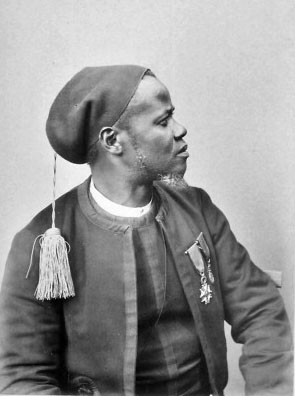
Yora Comba, 38 años, teniente de los tirailleurs senegaleses, nacido en Saint-Louis (Exposición Universal de 1889).

Los Tiradores senegaleses (del francés, tirailleurs Sénégalais) fueron un cuerpo colonial de infantería del Ejército Francés reclutados en Senegal, África Occidental Francesa y en todo el África central y del este, zonas principales del Imperio colonial francés. El nombre tirailleur, traducido como "hostigador", era una designación dada por el Ejército Francés a la infantería local o indígena reclutada en las diferentes colonias y posesiones de ultramar del Imperio Francés durante los siglos XIX y XX.

## Historia
Aunque el reclutamiento no se limitaba a Senegal, estas unidades de infantería tomaron el adjetivo "senegalés" en su nombre dado que fue en este país donde se formó el primer regimiento negro de Tirailleur Africanos. Los primeros tirailleurs senegaleses fueron formados en 1857. Sirvieron a Francia en numerosas guerras, incluidas la Primera Guerra Mundial (proveyendo doscientas mil unidades tropa, más de ciento treinta y cinco de los cuales lucharon en Europa y treinta mil de los cuales murieron), y la Segunda Guerra Mundial. 
Otras campañas bélicas en las que intervinieron fueron la guerra de Marruecos (etapa de 1908 a 1914), guerra de Indochina, revuelta malgache (1947) o guerra de Argelia.
Otros regimientos de tirailleurs fueron creados en el Norte de África Francés a partir de poblaciones árabes y bereber de Argelia, Túnez y Marruecos, siendo denominados tirailleurs argelinos o turcos. Además, se crearon igualmente regimientos de tirailleurs en la Indochina francesa, donde eran llamados tirailleurs vietnamitas, tonkineses o annamitas.

## Filmografía
- Camp de Thiaroye, del director senegalés Ousmane Sembene, 1987, 153 mins.